# Boeing 717
Dimensions
Le Boeing 717 est un avion de ligne construit par la société Boeing. Il s'agissait du plus petit appareil de sa gamme. Lancé en 1995 sous le nom de MD-95, c'était le dernier vestige de la marque McDonnell Douglas, rachetée par Boeing en 1997. À l'origine, le numéro 717 est attribué à l'avion ravitailleur KC-135 et ses dérivés ; toutefois, n'étant pas utilisé, il revient au MD-95.
Cet appareil de 100 sièges n'est jamais parvenu à toucher sa cible, et la décision d'en arrêter la production a été publiquement annoncée mi-janvier 2005 par Alan Mulally, président de la division aviation commerciale de Boeing : « Le marché de cet avion ne permet pas de poursuivre la production de 717 au-delà de nos commandes déjà existantes. ». Mais la décision était préparée depuis fin 2001 et plusieurs centaines de millions de dollars américains ont déjà été provisionnées à cet effet.
Au total, cet appareil a fait l'objet de 137 commandes dont 6 en 2001 et 8 en 2004, et il restait à livrer 35 avions en janvier 2005. Les principaux concurrents du Boeing 717 étaient le brésilien Embraer 170, le canadien Bombardier CRJ et l'Airbus A318 lancé en 1999 d'une capacité de 107 sièges. AirTran Airways, spécialiste du transport aérien à bas coût, avait déjà anticipé cette décision en commandant 10 Boeing 737 au lieu des Boeing 717, qui avaient pourtant un prix inférieur d'un tiers (40 millions contre 59 millions) mais le Boeing 737 avait une capacité de transport nettement supérieure.
L'arrêt de la production du Boeing 717 se traduisit financièrement par une provision globale de charges d'un montant de 385 millions de dollars (295 millions d'euros) répartie sur 2006 et 2007. La ligne de production du Boeing 717 a été basculée sur le nouveau Boeing 737 qui vise le marché des avions de 100 à 215 sièges.
Le dernier Boeing 717 a été livré le 23 mai 2006 à AirTran Airways, ce qui mit fin à la lignée du DC-9.

## Utilisateurs et commandes

### Opérateurs

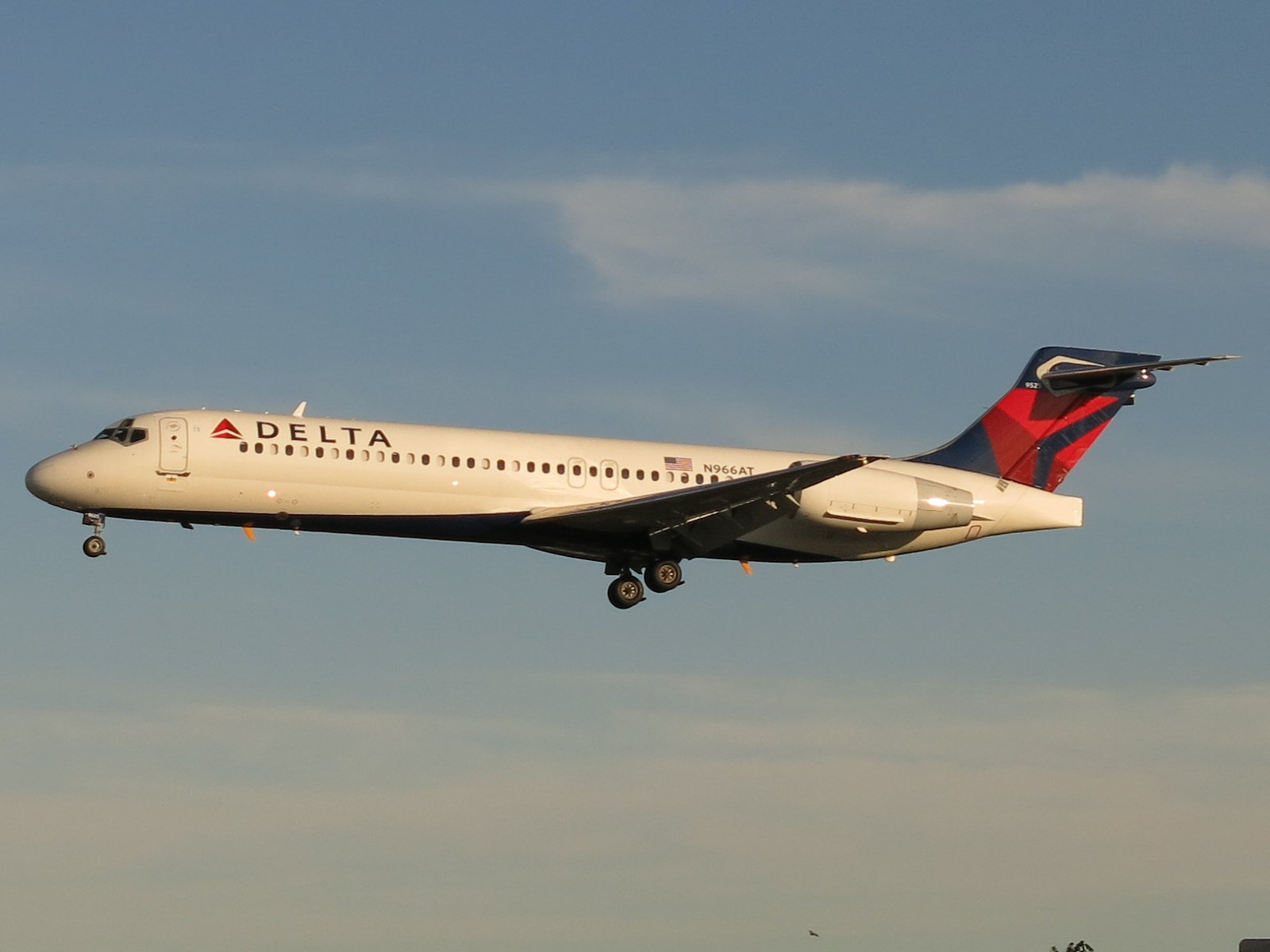
Boeing 717 de Delta Airlines, plus important utilisateur en 2015 de cet appareil.

Fin 2023, plus que trois compagnies aériennes exploitaient des Boeing 717 :
| - Delta Air Lines : 91 (retrait annoncé en 2021); - Hawaiian Airlines : 18 (retrait annoncé en 2021) ; - QantasLink : 11 (exploités par Cobham Aviation) ; |

Anciens opérateurs :

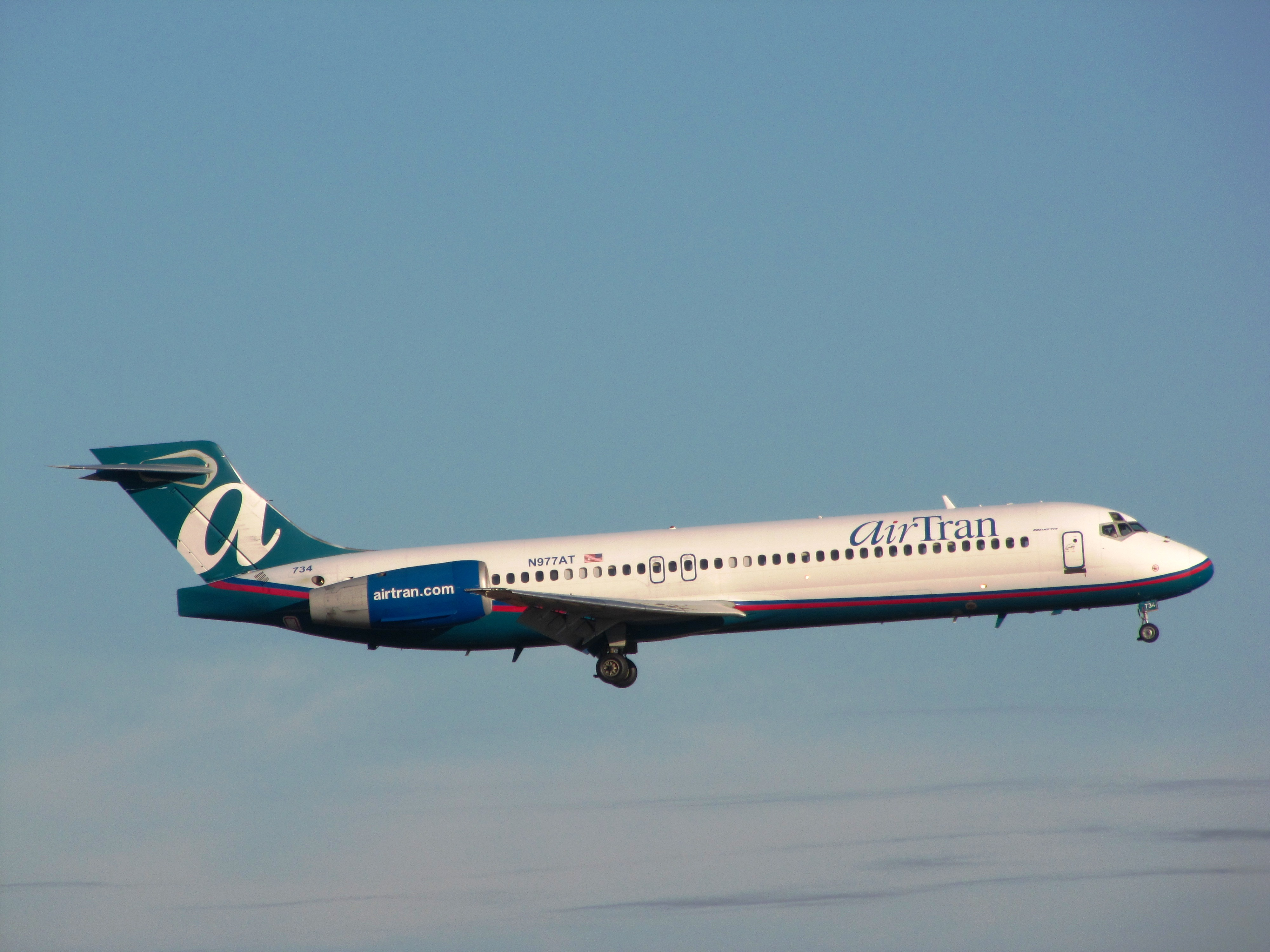
Boeing 717 d'AirTran Airways, plus important opérateur historique de ce type d'appareil.

| - AirTran Airways : 88 - American Airlines : 28 | - Midwest Airlines : 25 - Volotea : 19 (14 début 2021 lors de son retrait). | - Jetstar Airways : 14 - Blue1 : 9 - Impulse Airlines : 7 - Click Mexicana : 7 | - Turkmenistan Airlines : 7 (retrait effectif en date 2021); - Quantum Air : 5 | - Olympic Airlines : 3 - Bangkok Airways : 2 |

### Commandes et livraisons
| Année      | 1995 | 1996 | 1997 | 1998 | 1999 | 2000 | 2001 | 2002 | 2003 | 2004 | 2005 | 2006 | Total |
| ---------- | ---- | ---- | ---- | ---- | ---- | ---- | ---- | ---- | ---- | ---- | ---- | ---- | ----- |
| Commandes  | 42   | 0    | 0    | 41   | 0    | 21   | 3    | 32   | 8    | 8    | 0    | 0    | 155   |
| Livraisons | 0    | 0    | 0    | 0    | 12   | 32   | 49   | 20   | 12   | 12   | 13   | 5    | 155   |

Données de Boeing, novembre 2018,.

## Caractéristiques

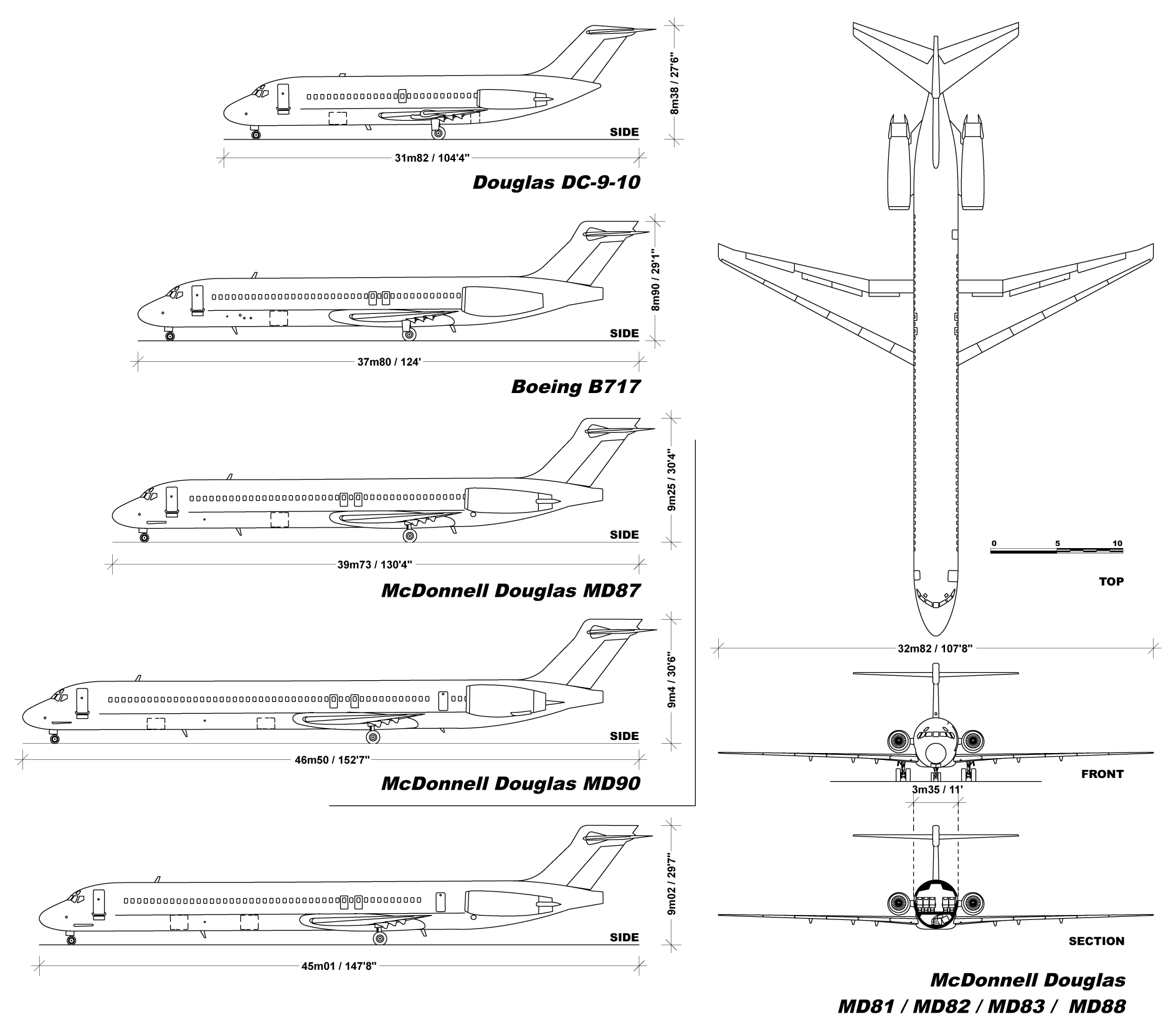
Comparaison du Boeing B717 avec les versions de MD-80 et du McDonnell Douglas DC-9

|                            | 717-200 Classique       | 717-200 Haute capacité  |
| -------------------------- | ----------------------- | ----------------------- |
| Équipage                   | 2                       | 2                       |
| Capacité (passagers)       | 125                     | 125                     |
| Longueur                   | 37,81 m                 | 37,81 m                 |
| Envergure                  | 28,45 m                 | 28,45 m                 |
| Hauteur                    | 8,92 m                  | 8,92 m                  |
| Masse maximum au décollage | 49 900 kg               | 54 900 kg               |
| Rayon maximal en charge    | 2 645 km                | 3 815 km                |
| Vitesse de croisière       | Mach 0,77 (917 km/h)    | Mach 0,77 (917 km/h)    |
| Moteurs (2x)               | Rolls Royce BR715-A1-30 | Rolls Royce BR715-C1-30 |
| Poussée unitaire           | 82,3 kN                 | 93,4 kN                 |

source: Boeing 717

## Galerie

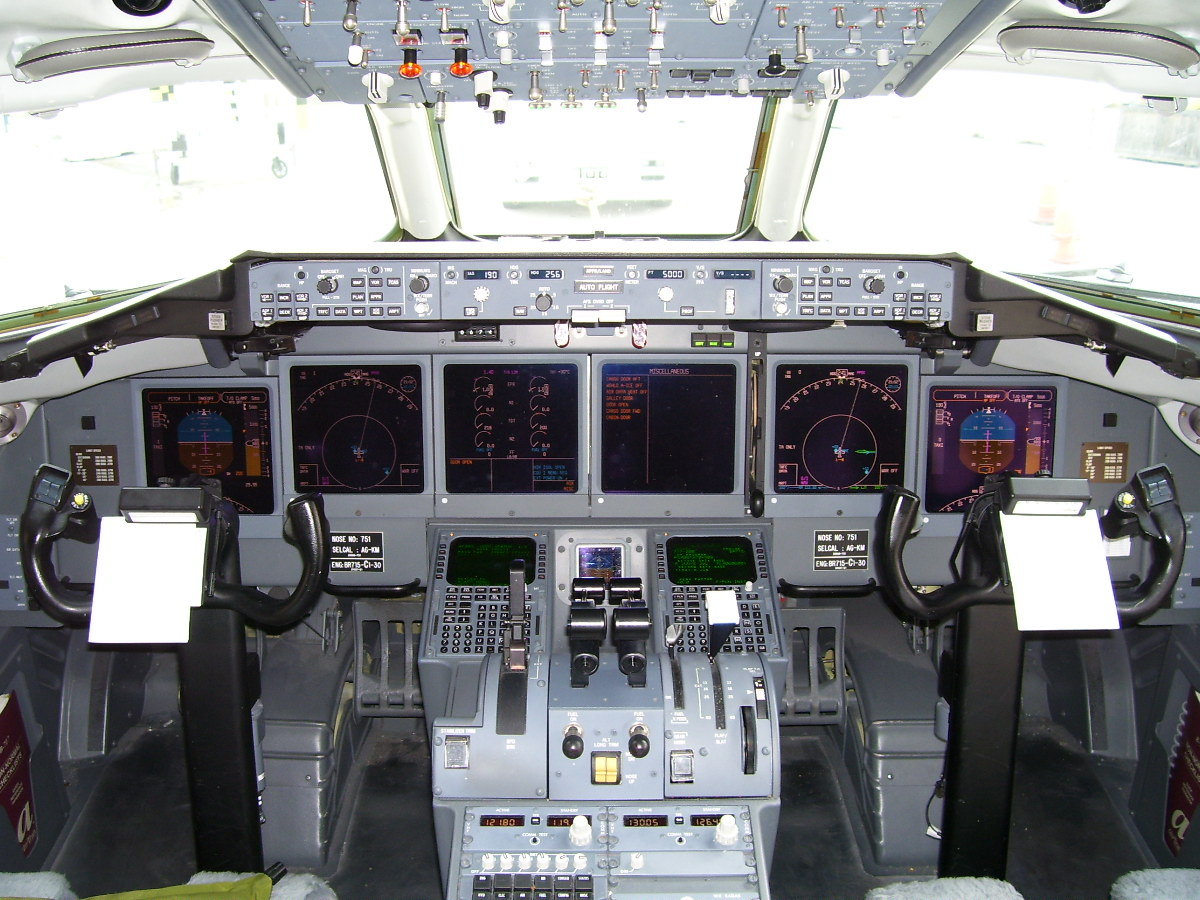
Habitacle d'un Boeing 717 d'AirTran Airways.
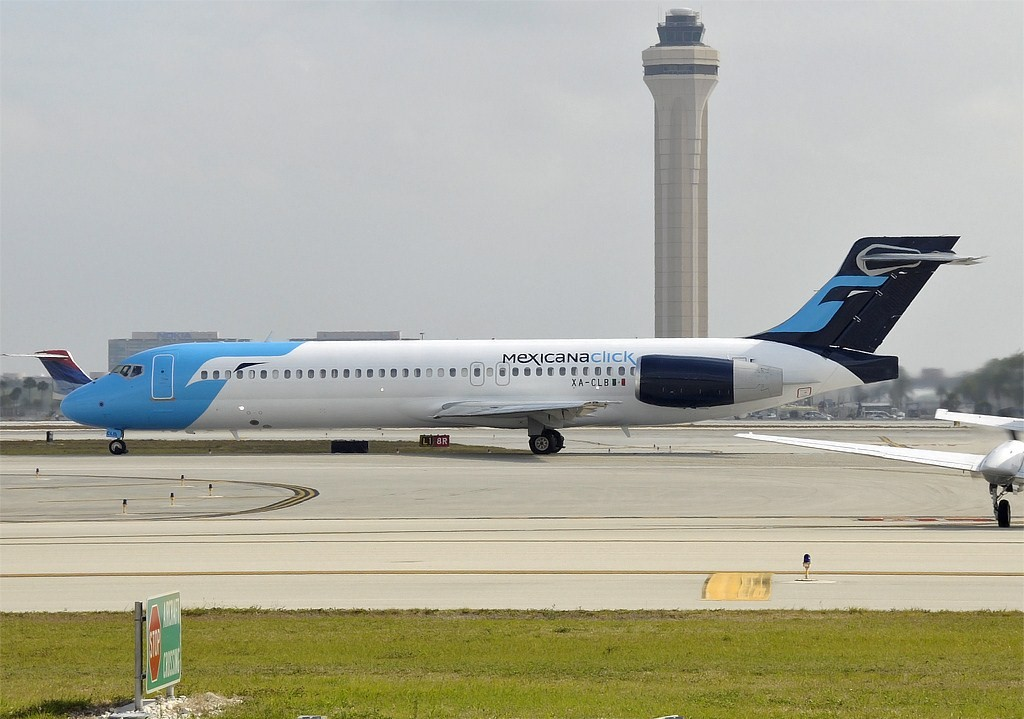
Boeing 717 de Click Mexicana.
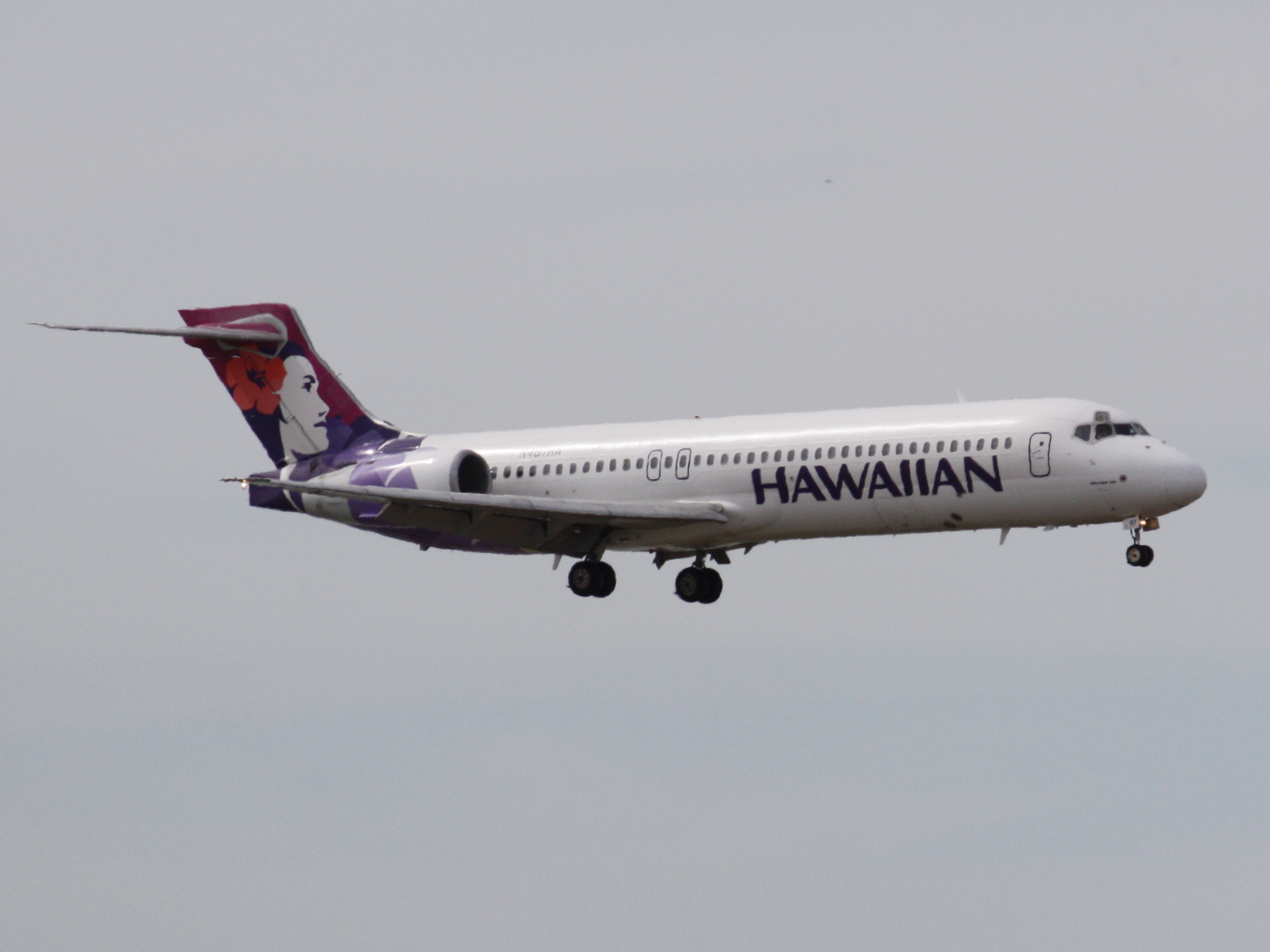
Boeing 717 d'Hawaiian Airlines.
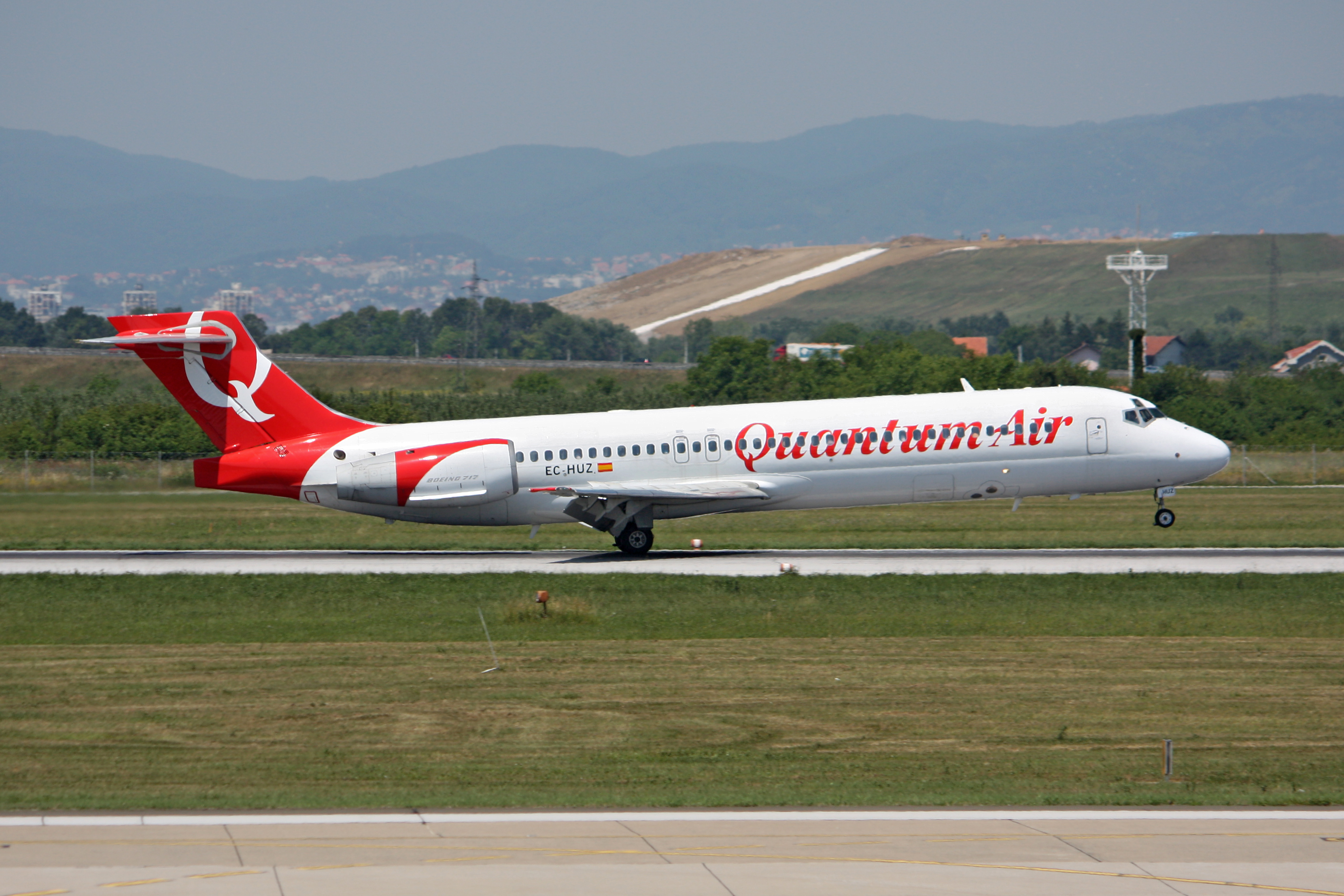
Boeing 717 de Quantum Air.